# 郭允厚
郭允厚（1578年—?），字萬輿，號墨千。山東曹州（今菏澤市）人。明末政治人物。

## 生平
万历三十四年丙午科举人，三十五年（1607年）丁未科进士，兵部觀政，八月授文安（今属河北省）知县。文安境內多水患，允厚依禮部尚书王鐸展堤之法，修筑大壩，加固堤防。三十七年丁憂。四十年補郏县知县，四十一年調任洛阳縣，當時福王分封于洛阳，横索侵夺，多有不法。允厚力惩不法。四十三年丁忧，四十六年起补西安县知县，泰昌元年考选，升任兵科给事中，历吏科右、工科左，天啓三年出为湖广按察副使，四年升太仆寺少卿，六年升兵部右侍郎，寻升左，不久升任户部尚书，加太子太保。天启六年，郭允厚上疏，提出改进会计办法。崇禎元年，以阉党被弹劾养病，二年被削籍为民。卒年七十。

## 家族
曾祖郭绅，王府典膳。祖父郭文卿，累封奉政大夫户部郎中。父郭堵，戶部主事，陕西按察司副使，進階中议大夫。前母劉氏，累赠宜人；母马氏，累封宜人。具庆下。兄鎮華、允大。弟允高、允常、允久。